# Positif
Positif – francuskie czasopismo o tematyce filmowej założone w Lyonie w 1952 roku przez Bernarda Chardère’a. Jest to drugi najstarszy filmowy periodyk francuskojęzyczny po „Cahiers du cinéma”.
W 1954 roku siedzibę redakcji miesięcznika przeniesiono do Paryża. Przez lata zespół redakcyjny zachował swoją autonomię i jest jedynym niezależnym finansowo czasopismem kinowym we Francji. Martin Scorsese stwierdził, że „Positif” to najlepsze kinowe czasopismo na świecie.
Miesięcznik często występuje jako przeciwwaga dla innego popularnego francuskiego pisma traktującego o branży filmowej, „Cahiers du cinéma”. „Positif” ma marksistowsko-leninowskie podejście do tematu filmów.
Od 1959 roku periodyk był redagowany przez Erica Losfelda, który pobudził słabnące wówczas na rynku prasowym pismo, czego efektem było regularne publikowanie tytułu. Obecnym redaktorem naczelnym miesięcznika jest Michel Ciment.